# 1884 في الجزائر
فيما يلي قوائم الأحداث التي وقعت خلال عام 1884 في الجزائر.

## الحكم
- الإحتلال الفرنسي

## الأحداث
- عام 1884: وفاة المجاهد الفذ و الثائر العظيم الناصر بن شهرة بدمشق.